# 永遠の栄光の前で聖ヨアキムと聖アンナをともなう聖家族
『永遠の栄光の前で聖ヨアキムと聖アンナをともなう聖家族』（えいえんのえいこうのまえでせいヨアキムとせいアンナをともなうせいかぞく、西: Sagrada Familia con San Joaquín y Santa Ana ante la Gloria Eterna, 英: The Holy Family with Saint Joachim and Saint Anne Before the Eternal Glory）は、スペインのロマン主義の巨匠フランシスコ・デ・ゴヤが1768年頃に制作した絵画である。油彩。ゴヤの最初期の作品の1つで、『サラゴサへのピラールの聖母の出現』（Venida de la Virgen del Pilar a Zaragoza）の対作品として制作された。現在はヘレス・デ・ラ・フロンテーラのラス・パルマス侯爵コレクション（Colección Marquesa de las Palmas）に所蔵されている。

## 題名
本作品はかつて『聖家族と永遠の父』（せいかぞくとえいえんのちち、西: Sagrada familia y el Padre Eterno）と呼ばれていた。絵画には聖霊、父なる神、聖ヨアキムと聖アンナ、聖母マリアと聖ヨセフ、幼子イエス・キリストというように連続する家族が描かれているため、一部では『三世代』（さんせだい、西: La triple generación）の名称が好んで使用されている。本作品を発見したホセ・グディオル・リカールは本作品を『聖家族』（せいかぞく、Sagrada Familia）と呼んで発表した。

## 作品

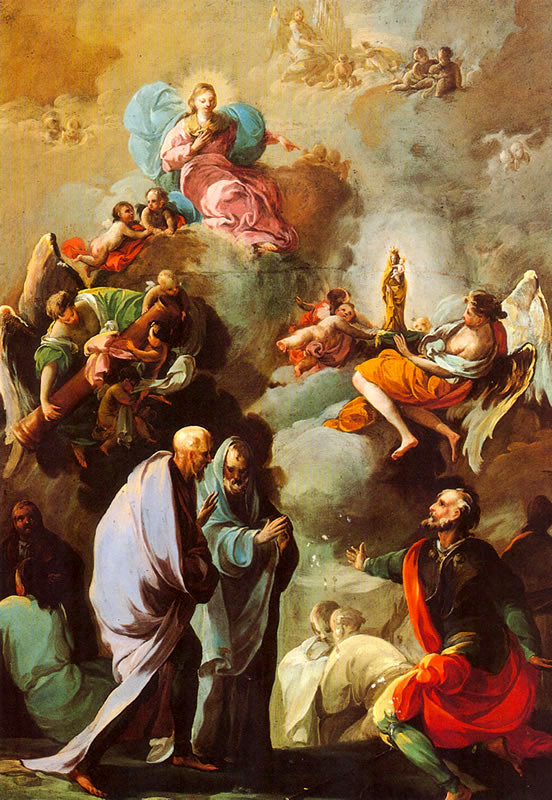
対作品『サラゴサへのピラールの聖母の出現』。

ゴヤはオレンジ色に輝く栄光の空の下の聖家族、聖母マリアと幼子イエス、花の咲いた杖を持った聖ヨセフを描いている。画面上部では天使が雲を支え、父なる神が休んでおり、また鳩で表された聖霊が見える。オレンジ色は通常、超自然的なものを表す色であり、天使は短縮法で描かれている。聖家族のすぐ隣には、聖ヨアキムと聖アンナがこの場面を熟考しているように見え、作品を完成させる最古の人物である「三世代」を形成している。
この絵画の重要な特徴は、ゴヤがホセ・ルサン、コッラード・ジアキント、フランシスコ・バイユーといった画家たちの諸影響を融合させている点であり、それは前景の人物の記念碑性、輝くような色彩、全体的な配置に表れている。ところが、その一方でこの絵画は当時のアカデミックな様式から遠ざかる傾向にある。聖家族の描写のシンプルさは、ゴヤが一部の人物をある程度自由な技法で描いたことを示しており、簡略化されたデザインは聖ヨセフと聖アンナのチュニックの衣文によく表れている。グディオルによると、両作品はゴヤがシンプルなデザインを用いることでアカデミズムからの脱却を図った、ヌエストラ・セニョーラ・デル・ピラール聖堂の装飾事業におけるクーポラ天井画の萌芽を示している。
制作年代については、ホセ・マヌエル・アルナイス（José Manuel Arnaiz）はゴヤがルサンの工房にいた1760年から1763年としているが（1996年）、バレリアーノ・ボサルは当時のゴヤの作品が保存されているとは考えておらず、「ルサンと何を学んだのだろうか？ あの年代のゴヤ自身については何も残されていないため、巨匠の絵画を調べることで何かが結論づけられるだろう」と述べている（2005年）。グディオルは1768年から1769年と考えている（1970年）。

## 来歴
両作品は芸術家たちの後援者であったナバラ地方出身の裕福な銀行家フアン・マルティン・デ・ゴイコエチェア・イ・ガラルサのコレクションに属していたことが知られている。この銀行家はゴヤの最初の愛好者であり収集者であった。ソブラディエル伯爵の2番目の夫人マリア・ピラール・アルシバル・ハウレギ・イ・ラサウカ（María Pilar Alcíbar-Jáuregui y Lasauca）に相続され、1867年の目録に記載されている。その後、両作品は異なる所有者の手に渡り、マドリードのオルガス伯爵の所有となったのち、現在の所有者に相続された。絵画は1970年にホセ・グディオル・リカールによってラス・パルマス侯爵夫人ピラール・デ・アルシバル（Pilar de Alcibar, marquesa de las Palmas）の所有物の中から発見された。